# Dinastia guarâmida
Dinastia guarâmida ou Guramiani (em georgiano: გურამიანი) era um ramo cadete da casa real dos cosroidas da Ibéria (moderna Geórgia Oriental). Eles governaram a Ibéria como príncipes presidentes (eristavi) do Principado da Ibéria entre 588 e 627, 684 e 748 e, finalmente, 779/80 e 786. Três deles receberam o título de curopalata da corte do Império Bizantino.

## História
Este ramo da família descende do rei ibérico Leão, filho de Vactangue I com Helena, sua segunda esposa e parente do imperador bizantino (485/6). Leão e o irmão, Mirdates, receberam a porção oriental do Reino da Ibéria, que abrangia os ducados de Colarzena, Odzrkhe e a metade ocidental de Cunda, que logo perderam para a linhagem mais sênior dos cosroidas. Terminaram como príncipes de Colarzena e Javaquécia. Começando com o filho de Leão, Gurgenes I (r. 588–ca 590), membros desta casa foram príncipes presidentes da Ibéria em três períodos distintos: entre 588 e 627, 684 e 748 e, finalmente, 779/80 e 786. 
Os guarâmidas eram aparentados, por meio de casamentos dinásticos, com as principais casas principescas da Geórgia – os cosroidas, os nersiânidas e os bagrátidas. Neste último caso, o casamento da filha de Gurgenes III (r. 779/80–786) com o príncipe Bagratúnio em fuga Vasaces deu início à nova dinastia Bagrationi, que tornar-se-ia depois a última e mais antiga família reinante da Geórgia. A extinção da linhagem guarâmida no final do século VIII permitiu que seus primos bagrátidas reunissem as duas heranças quando chegaram ao poder.
O cronista georgiano do século X Sumbat Davitis-Dze, em sua "História dos Bagrátidas", identificou incorretamente (talvez de propósito) identificou os guarâmidas como essencialmente bagrátidas que supostamente teriam vindo da Terra Santa para morar na Geórgia; esta versão permitiu que os Bagrationi alegassem que descender diretamente do rei David.

## Monarcas guarâmidas da Ibéria
- Gurgenes I (588–ca. 590)
- Estêvão I (ca. 590–627)
- Gurgenes II (684–ca. 693)
- Gurgenes III (ca. 693–ca. 748)
- Estêvão III (779/80–786)